# 泣いてみりゃいいじゃん
「泣いてみりゃいいじゃん」（ないてみりゃいいじゃん）は、近藤真彦の24枚目のシングル。1987年9月18日に発売された。発売元はCBS・ソニー。

## 概要
前作「さすらい」から3ヶ月ぶりのシングル。
近藤のロゴマークMK入りの特製ペーパースリーブ仕様。
第18回日本歌謡大賞受賞曲。1985年「大将」以来2年振り2度目の受賞。
神奈川県横浜市・兵庫県神戸市、共に港湾都市を舞台にしたご当地ソング。
テレビ東京系『ヤンヤン歌うスタジオ』最終回、最後の曲となった。
本作から3か月後の12月9日、5万枚限定発売の12インチシングル「1987 LIVE SINGLES」にライブレコーディングバージョン収録。
続いてセルフカバーアルバム『By Your Request』（1990年）に再録音、シングル『ヨイショ!'02 〜日本の皆さんホメていきまショー〜』（2002年）カップリングに「'02リミックス・ヴァージョン」収録。

## 収録曲
1. 泣いてみりゃいいじゃん
作詞：康珍化／作曲：筒美京平／編曲：馬飼野康二
2. Just Walking Under Moonlight
作詞：柳川英巳／作曲・編曲：西村麻聡